# Christoph Houswitschka
Christoph Houswitschka (* 8. Juni 1961 in Frankfurt am Main; † 10. Februar 2022 in Parma, Italien) war ein deutscher Anglist und Hochschullehrer.

## Leben
Christoph Houswitschka studierte von 1982 bis 1987 als Stipendiat der Studienstiftung des Deutschen Volkes Anglistik und Germanistik an der Universität Regensburg sowie im Rahmen des Fulbright-Programms an der University of Illinois at Urbana-Champaign. 1991 wurde er an der Universität Regensburg in englischer Literaturwissenschaft zum Thema Politik und Liebe in der Literatur des englischen Spätmittelalters am Beispiel von Thomas Malorys »Morte Darthur« promoviert; für seine Dissertation wurde er mit dem Preis der Dr.-Katharina-Sailer-Stiftung geehrt. Anschließend war er wissenschaftlicher Angestellter und Assistent für Englische Literaturwissenschaft an der Pädagogischen Hochschule und der Technischen Universität Dresden. Nach einer Gastprofessur in den Vereinigten Staaten und einem Forschungsaufenthalt als Stipendiat der Fritz-Thyssen-Stiftung an der British Library in London in den Jahren 1996/97 habilitierte er sich 2001 mit einer Schrift zum Thema Die Rechtskultur der High Treason Trials von 1794 und die Literatur der Demokratisierung an der TU Dresden und erwarb die Venia Legendi für das Fach „Englische Literatur- und Kulturwissenschaften“. Im Wintersemester 2001/02 vertrat er einen Lehrstuhl an der Universität Freiburg.
Houswitschka hatte seit 2002 den Lehrstuhl für Englische Literaturwissenschaft an der Otto-Friedrich-Universität Bamberg inne und war 2006/07 Dekan der Fakultät für Sprach- und Literaturwissenschaften sowie 2005/06 und 2007/08 Prodekan der Fakultät für Geistes- und Kulturwissenschaften. Außerdem war er von 2005 bis 2010 sowie 2014 und 2017 Gastprofessor an der Jiaotong-Universität in Xi’an (China), von 2004 bis 2013 Mitglied im DFG-Kolleg „Generationenbewusstsein und Generationenkonflikte in Antike und Mittelalter“ sowie von 2011 bis 2013 geschäftsführender Direktor des Instituts für Anglistik/Amerikanistik an der Universität Bamberg.
Sein Forschungsschwerpunkt lag auf der arthurischen Literatur, der spätmittelalterlichen englischen Literatur, dem Verhältnis von Recht und Literatur im späten 18. Jahrhundert, der englischen Literatur und Kultur des 20. Jahrhunderts, der Kindertransport- und Holocaust-Literatur sowie der zeitgenössischen britisch-jüdischen Literatur.
Er war Herausgeber mehrerer Schriftenreihen und Konferenzbände, einer Quellensammlung zum Thema seiner Habilitation, einer Einführung in die Anglistik und Amerikanistik (gemeinsam mit Uwe Böker, dessen Festschrift er ebenfalls herausgab) sowie der Memoiren der Literaturwissenschaftler Evelyn Shakir und George Ellenbogen.
Christoph Houswitschka starb im Alter von 60 Jahren plötzlich und unerwartet an den Folgen einer Lungenembolie. Er war verheiratet und Vater von Söhnen.

## Schriften (Auswahl)
- Politik und Liebe in der Literatur des englischen Spätmittelalters am Beispiel von Thomas Malorys Morte Darthur (= Sprache und Literatur. Band 36). Lang, Frankfurt am Main [u. a.] 1992, ISBN 3-631-44278-5 (Zugleich: Dissertation, Universität Regensburg 1991).

Herausgeberschaften
- mit Uwe Böker: Literatur, Kriminalität und Rechtskultur im 17. und 18. Jahrhundert. Tagung am 17. und 18. Juni 1994 an der Technischen Universität Dresden (= Dresdner Arbeiten zur Anglistik und Amerikanistik. Band 1). Verlag Die Blaue Eule, Essen 1996, ISBN 3-89206-715-5.[8]
- mit Uwe Böker: Einführung in die Anglistik und Amerikanistik. Beck, München 2000, ISBN 3-406-45400-3 (2. Aufl. 2007).
- Freedom – Treason – Revolution. Uncollected Sources of the Political and Legal Culture of the London Treason Trials (1794) (= Britannia. Band 10). Lang, Frankfurt am Main [u. a.] 2004, ISBN 3-631-38979-5.
- mit Anja Müller: Staging Displacement, Exile and Diaspora (= Contemporary drama in English. Band 12). Konferenzschrift. WVT, Trier 2005, ISBN 3-88476-751-8.
- mit Ines Detmers et al.: Literary Views on Post-Wall Europe. Essays in Honour of Uwe Böker. WVT, Trier 2005, ISBN 3-88476-770-4.
- mit Gabriele Knappe und Anja Müller: Anglistentag 2005 Bamberg. Proceedings (= Proceedings of the Conference of the German Association of University Teachers of English. Band 27). WVT, Trier 2006, ISBN 3-88476-860-3.
- mit Rolf Bergmann: Dreißig Jahre Fakultät Sprach- und Literaturwissenschaften an der Otto-Friedrich-Universität Bamberg. 1977–2007. Otto-Friedrich-Universität Bamberg, Bamberg 2007, doi:10.20378/irbo-3518.
- mit Dina De Rentiis: Healers and Redeemers. The Reception and Transformation of their Medieval and Late Antique Representations in Literature, Film and Music. Konferenzschrift. WVT, Trier 2010, ISBN 978-3-86821-258-7.
- mit Pascal Fischer: The Politics of Romanticism. Selected Papers from the Bamberg Conference of the German Society for English Romanticism (= Studien zur englischen Romantik; Neue Folge. Band 22). WVT, Trier 2019, ISBN 978-3-86821-802-2.
- mit Pascal Fischer: Jüdische und arabische Erinnerungen im Dialog. Die Lebenserzählungen von George Ellenbogen und Evelyn Shakir (= Judentum – Christentum – Islam. Band 20). Ergon-Verlag, Baden-Baden 2020, ISBN 978-3-95650-721-2.